# Centro Federal de Educação Tecnológica Celso Suckow da Fonseca
Centro Federal de Educação Tecnológica Celso Suckow da Fonseca, CEFET-RJ là một cơ quan giáo dục Brasil thành lập năm 1917.